# Callitriche pulchra
Callitriche pulchra är en grobladsväxtart som beskrevs av Schotsman. Callitriche pulchra ingår i släktet lånkar, och familjen grobladsväxter. Inga underarter finns listade i Catalogue of Life.